# Нікітін Антон Микитович
Антон Микитович Нікітін (1905, Олександрівський повіт Архангельської губернії, тепер Мурманської області, Російська Федерація — червень 1984, місто Ленінград, тепер Санкт-Петербург, Російська Федерація) — радянський діяч, голова виконавчого комітету Ленінградської обласної ради депутатів трудящих. Депутат Верховної Ради СРСР 1-го скликання (1937—1946).

## Біографія
Народився в селянській родині. З 1917 року працював пастухом. У 1920—1924 роках — ливарник Мурманського залізничного депо.
Член ВКП(б) з 1924 року.
У 1926—1927 роках — секретар Кузоменського волосного комітету. Закінчив курси партійних працівників при ЦК ВКП(б). Працював секретарем Рудненського партійного комітету в місті Шахти, завідувачем організаційного відділу обласного виконавчого комітету; з 1930 року — в Медвеженському районному комітеті ВКП(б) Північно-Кавказького краю. З 1931 року — заступник голови виконавчого комітету районної ради в Казахській АРСР.
З 1932 року працював в Ленінграді: інструктор Смольнинського районного комітету ВКП(б). З квітня 1936 року — 2-й секретар Ленінського районного комітету ВКП(б) міста Ленінграда. З липня по жовтень 1937 року — 1-й секретар Боровицького районного комітету ВКП(б) Ленінградської області.
З 26 жовтня 1937 по 14 жовтня 1938 року — голова виконавчого комітету Ленінградської обласної ради депутатів трудящих.
З вересня 1938 року — слухач Вищої школи партійних організаторів при ЦК ВКП(б), потім працював у Народному комісаріаті радгоспів СРСР. З 1940 по 1941 рік навчався у Промисловій академії.
У 1941—1949 роках — начальник управління промислової кооперації при виконавчому комітеті Ленінградської міської ради.
Потім завідував відділом постачання будівельного управління 2-ї держелектростанції, конторою тресту «Північенергобуд», відділом головного управління «Головленбудматеріалів», управлінням збуту і комплектації в місті Ленінграді.
З 1969 року — на пенсії.

## Нагороди
- орден Червоної Зірки
- два ордени «Знак Пошани»
- медалі